# Bourlens
Bourlens település Franciaországban, Lot-et-Garonne megyében. Lakosainak száma 373 fő (2022. január 1.). Bourlens Montayral, Cazideroque, Thézac, Tournon-d’Agenais és Saint-Georges községekkel határos.

## Népesség
A település népességének változása:
| Lakosok száma | 308  | 368  | 376  | 369  | 357  | 372  | 380  | 375  | 374  | 373  |
|               | 1968 | 1982 | 1990 | 2006 | 2013 | 2015 | 2017 | 2019 | 2020 | 2022 |